# El Guamo
El Guamo es un municipio colombiano, situado en el departamento de Bolívar. Se encuentra ubicado dentro del sistema orográfico de los Montes de María y el Bajo Magdalena. Es reconocido por ser la tierra del compositor, médico y cantante: Otto Serge. 
Limita al norte con el municipio de Calamar, al oriente con los municipios del departamento de Magdalena de Pedraza, Tenerife y Zapayan, al occidente y sur con el municipio San Juan Nepomuceno.

## División Político-Administrativa
Además de su Cabecera municipal. El Guamo tiene bajo su jurisdicción los siguientes Centros poblados:
- La Enea
- Nervití
- Robles
- San José de Lata
- Tasajera

## Límites Municipales
|                            | Norte: Calamar           | Nordeste: Pedraza |
| Oeste: San Juan Nepomuceno |                          | Este: Zapayán     |
|                            | Sur: San Juan Nepomuceno | Sureste: Tenerife |

## Historia
El Guamo fue fundado el 3 de febrero de 1750 por Matías Serrano, poblador oriundo de San Juan Nepomuceno, quien le da el nombre de un árbol muy común en el nuevo territorio; en 1838 es erigido municipio.

## Economía
La economía guamera se fundamenta en las actividades agrícolas, así como en la ganadería vacuna y la pesca en el río Magdalena.

## Estructura organizacional municipal
| El Guamo     | El Guamo    | El Guamo                   |
| Departamento | Código DANE | Categoría municipal (2022) |
| ------------ | ----------- | -------------------------- |
| Bolívar      | 13248       | Sexta                      |

- Personería: Es un centro del Ministerio Público de Colombia que ejerce, vigila y hace control sobre la gestión de las alcaldías y entes descentralizados; velan por la promoción y protección de los derechos humanos; vigilan el debido proceso, la conservación del medio ambiente, el patrimonio público y la prestación eficiente de los servicios públicos, garantizando a la ciudadanía la defensa de sus derechos e intereses.

El actual Personero municipal es x (2024-2027).
- Concejo Municipal: Es la suprema autoridad política del municipio. En materia administrativa sus atribuciones son de carácter normativo. También le corresponde vigilar y hacer control político a la administración municipal. Se regulan por los reglamentos internos de la corporación en el marco de la Constitución Política Colombiana (artículo 313) y las leyes, en especial la Ley 136 de 1994 y la Ley 1551 de 2012.

Constituido por 9 concejales por un periodo de 4 años.
- Alcaldía Municipal: En esta se encuentra la administración municipal y las entidades descentralizadas del municipio.

El Alcalde se pronuncia mediante decretos y se desempeña como representante legal, judicial y extrajudicial del municipio. El actual Alcalde municipal es Javier Angulo Romero (2024-2027), elegido por voto popular.
- JAL. Sin constitución alguna en los corregimientos del municipio.